# Peyerimhoffiella elegans
Peyerimhoffiella elegans är en svampart som beskrevs av Maire 1916. Peyerimhoffiella elegans ingår i släktet Peyerimhoffiella och familjen Laboulbeniaceae.   Inga underarter finns listade i Catalogue of Life.